# Warneckea
Warneckea là một chi thực vật thuộc họ Melastomataceae. Chi này có các loài sau (tuy nhiên danh sách này có thể chưa đủ):
- Warneckea memecyloides, (Benth.) H.Jacques-Felix
- Warneckea wildeana, Jacq.-Fel.